# Championnat de France de football américain 2008
Navigation
Saison 2007 Saison 2009
La saison 2008 du casque de diamant est la 27e saison du championnat de France de football américain. Elle a débuté le 9 février 2008. Le XIVe casque de diamant a été remporté par le Flash de La Courneuve face aux Templiers d’Élancourt le 28 juin.

## Classement général
| Qualifié en play-offs |

| Relégué en casque d'or |

| Poule A                        |      |      |      |     |          |            |      |
| Club                           | Vic. | Nuls | Déf. | Pts | Pts pour | Pts contre | Diff |
| Templiers d’Élancourt          | 8    | 0    | 2    | 26  | 209      | 131        | +78  |
| Flash de La Courneuve          | 8    | 0    | 2    | 26  | 278      | 144        | +134 |
| Cougars de Saint-Ouen-l'Aumône | 5    | 0    | 5    | 20  | 142      | 125        | +17  |
| Spartiates d'Amiens            | 5    | 0    | 4    | 19  | 171      | 111        | +60  |
| Météores de Fontenay           | 0    | 0    | 10   | 10  | 41       | 303        | -262 |

| Poule B             |      |      |      |     |          |            |      |
| Club                | Vic. | Nuls | Déf. | Pts | Pts pour | Pts contre | Diff |
| Panthers de Thonon  | 7    | 0    | 1    | 22  | 291      | 154        | +137 |
| Argonautes d'Aix    | 4    | 0    | 4    | 16  | 222      | 221        | +1   |
| Dauphins de Nice    | 3    | 0    | 5    | 14  | 171      | 226        | -55  |
| Servals de Clermont | 1    | 0    | 7    | 10  | 122      | 232        | -110 |

## Calendrier / Résultats
| 1re journée (9 et 10 février 2008) - Flash 26 - 12 Templiers - Météores 7 - 28 Cougars - Spartiates 13 - 20 Black Panthers - Servals 26 - 42 Dauphins 2e journée (17 février 2008) - Argonautes 41 - 49 Black Panthers - Templiers 49 - 14 Météores - Spartiates 14 - 19 Flash - Cougars 34 - 0 Servals 3e journée (2 mars 2008) - Templiers 7 - 6 Spartiates - Black Panthers 35 - 13 Servals - Dauphins 41 - 0 Météores - Flash 35 - 6 Cougars 4e journée (8 et 9 mars 2008) - Météores 0 - 40 Flash - Dauphins 34 - 23 Argonautes - Cougars 0 - 20 Spartiates - Servals 6 - 12 Templiers 5e journée (22, 23 et 29 mars 2008) - Spatiates 26 - 7 Météores - Servals 22 - 27 Argonautes - Dauphins 6 - 27 Black Panthers - Cougars 7 - 10 Templiers - Flash 37 - 8 Dauphins |  | 6e journée (5 et 6 avril 2008) - Argonautes 0 - 35 Spartiates - Cougars 14 - 0 Météores - Templiers 40 - 23 Flash 7e journée (19, 20 et 27 avril 2008) - Météores 7 - 27 Templiers - Flash 21 - 16 Spartiates - Dauphins 6 - 12 Servals - Black Panthers 27 - 40 Argonautes - Météores 6 - 12 Cougars 8e journée (3 et 4 mai 2008) - Cougars 7 - 24 Flash - Spartiates 20 - 19 Templiers - Argonautes 50 - 20 Dauphins - Servals 21 - 41 Black Panthers 9e journée (17, 18 et 25 mai 2008) - Flash 47 - 0 Météores - Dauphins 14 - 51 Black Panthers - Argonautes 35 - 22 Servals - Spartiates F - 18 Cougars - Templiers 12 - 6 Argonautes 10e journée (31 mai et 1er juin 2008) - Météores 0 - 21 Spartiates - Black Panthers 41 - 6 Flash - Templiers 23 - 16 Cougars |

## Play-offs

### Demi-finales
- Le 14 juin 2008 :

Templiers 16 - 13 Argonautes
Black Panthers 10 - 27 Flash

### Finale - Casque de diamant XIV
- Le 28 juin 2008 au stade Charléty à Paris :

 Flash de La Courneuve 28 - 22 Templiers d'Élancourt

## Sources
- (fr) france.usfoot.com
- (fr) Fédération française de foot américain

## Note
1. ↑  La dénomination casque de diamant n'existe que depuis 1995, alors que le championnat de France existe depuis 1982.